# Holly (novela)
Holly es una novela policíaca de Stephen King, publicada el 5 de septiembre de 2023 por Scribner. La novela sigue a Holly Gibney, una detective con trastorno obsesivo-compulsivo.

## Trama
Holly Gibney es contratada por la madre de una de las personas desaparecidas en la tranquila localidad de Red Banks. En el camino por esclarecer la verdad, el personaje de Holly mantiene un constante monólogo interior en el que repasa su vida y explora la compleja relación con su difunta madre, fallecida en la pandemia de COVID-19.

## Protagonista
Holly Gibney aparece por primera vez en Mr. Mercedes y es protagonista de la novela corta La sangre manda (If It Bleeds), publicada en el libro homónimo (2020). A ella se refirió el propio Stephen King:

«Nunca podría dejar ir a Holly Gibney. Se suponía que ella sería un personaje adicional en Mr. Mercedes y simplemente se robó el libro y me robó el corazón. Holly es toda ella».